# Bozeman Trail

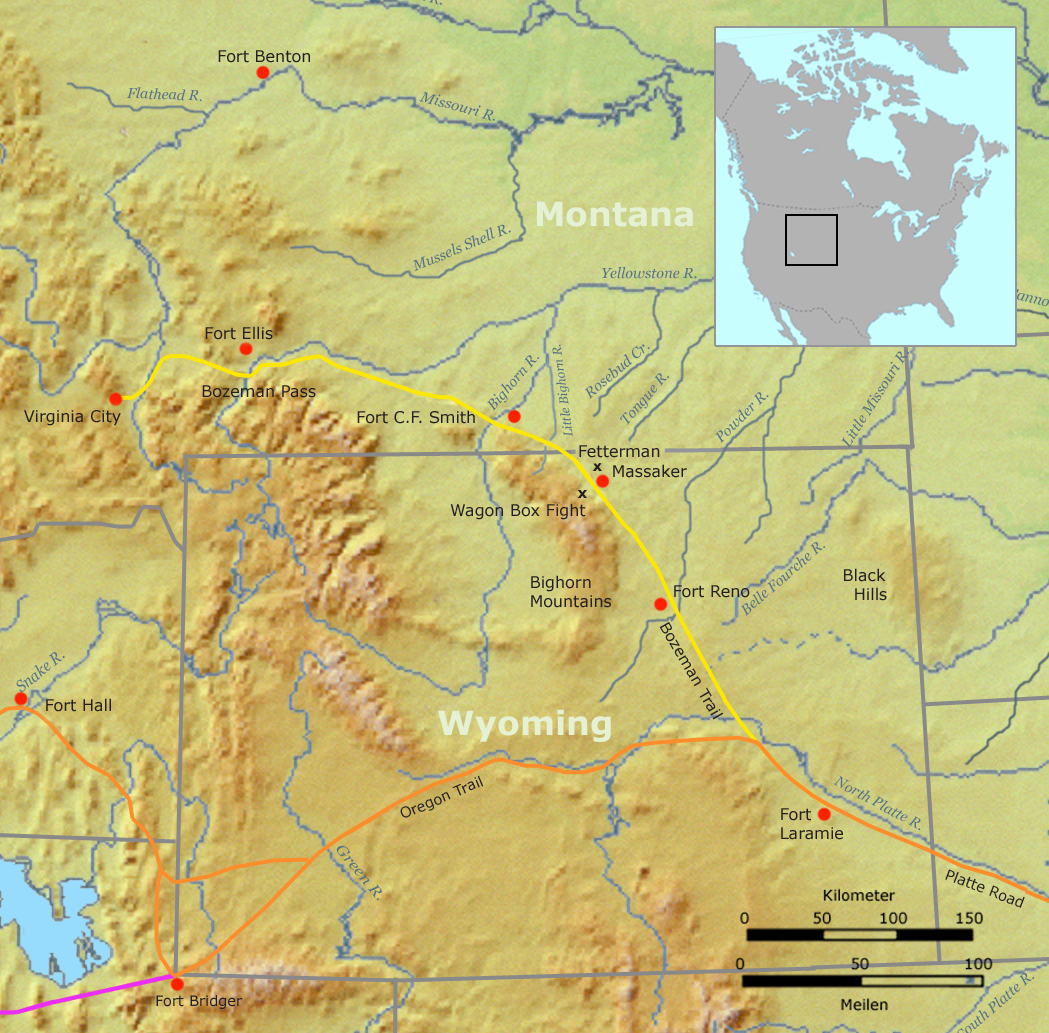
Route des Bozeman Trails (1863–1868)

Der Bozeman Trail war eine Überlandroute, die den Oregon Trail mit den Goldfeldern im Westen Montanas in den Vereinigten Staaten verband. Er wurde hauptsächlich zwischen 1863 und 1868 von Goldsuchern und Siedlern genutzt.

## Die Route
Vor dieser Zeit gab es zwei zeitraubende Möglichkeiten, die Goldminen zu erreichen. Die erste Reiseroute führte den Missouri flussaufwärts bis Fort Benton und dann auf dem Pferderücken bis nach Virginia City. Sie war teuer und zeitraubend. Die zweite Strecke führte über den Oregon Trail bis nach Fort Hall in Idaho und dann nach Norden. Diese Route war ebenfalls sehr lang und es mangelte an Wasserstellen.
Es gab allerdings einen schon seit prähistorischer Zeit genutzten Reiseweg der Indianer quer durch das Gebiet des Powder Rivers, der auch Entdeckern, Trappern und Händlern des frühen neunzehnten Jahrhunderts schon bekannt war. Diese Route war kürzer, bequemer und bot vor allen Dingen eine bessere Trinkwasserversorgung. Captain William Raynolds vom Corps of Topographic Engineers der US-Armee unternahm 1859–1860 eine Expedition, um dieses Gebiet für die Regierung zu kartografieren, und benannte zahlreiche landschaftliche Merkmale auf der Strecke, die in den nächsten Jahren vielen Reisenden als Wegweiser dienten. Das Verdienst von John Bozeman und John Jacobs war es, die Strecke für Fahrzeuge passierbar und bekannt zu machen.
Der Reiseweg bog nördlich von Fort Laramie in Wyoming vom Oregon Trail nach Nordwesten ab, überquerte den North Platte River und den Oberlauf des Powder Rivers. Danach kreuzte der Trail den Lodge Pole Creek beim heutigen Buffalo in Wyoming, führte östlich entlang der Bighorn Mountains nach Montana und überquerte den Little Bighorn und Bighorn River. Beim heutigen Billings wurde der Yellowstone River erreicht, in dessen Tal es weiter nach Westen ging, bis der Trail schließlich über den Bozeman Pass die Absaroka Range überquerte und in das Tal des Gallatin Rivers und zu den Goldfeldern führte. Der Trail hatte eine Gesamtlänge von etwa 800 km und ein Wagenzug benötigte ungefähr 4 Wochen.
Wie andere dieser Überlandrouten bestand auch der Bozeman Trail aus vielen Spuren, die eine breite Trasse bedeckten. Die Wagen der Siedler benutzten häufig einen anderen Weg als die späteren Militärkolonnen. Viele Reisende wichen auch oft von der eingefahrenen Spur ab, wenn sie vom Regen aufgeweicht war, oder auf der Suche nach Nahrung oder Wasser. Der Bozeman Trail war also ein System von mehreren Trails, die sich nur an bestimmten Punkten vereinigten und dann wieder über viele Kilometer getrennt verliefen.

## Konflikte mit Indianern

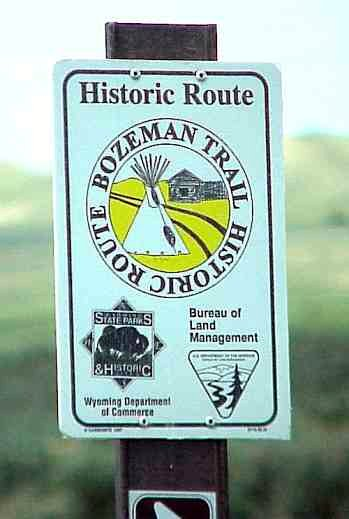
Hinweisschild auf den Bozeman Trail in Montana

Der Bozeman Trail führte mitten durch das den Lakota vertraglich zugesicherte Land. Die Indianer wehrten sich durch Überfälle auf durchziehende Goldsucher und Siedler. Weil die indianischen Angriffe überhandnahmen, und obwohl Jim Bridger mit dem Bridger Trail eine kürzere und einfachere Route westlich der Bighorn Mountains abgesteckt hatte, die nicht durch das Gebiet der Lakota führte, errichtete die Armee 1865 nach Beendigung des Bürgerkriegs eine Kette von Forts entlang des Bozeman Trails, so die Forts Reno, Phil Kearny, C.F. Smith und Ellis. Im Red-Cloud-Krieg (1866–1868), benannt nach dem Oglala-Häuptling Red Cloud (Rote Wolke), griffen verbündete Lakota, Northern Cheyenne und Arapaho vornehmlich diese Forts an. Höhepunkt des Konflikts war das Fetterman-Gefecht, als 81 Soldaten unter Captain William J. Fetterman von Oglala-Kriegern unter Crazy Horse getötet wurden. Nach zwei Jahren erbitterter, blutiger Kämpfe bildete der US-Kongress in Washington eine Friedenskommission, und die US-Truppen zogen aus dem Gebiet komplett ab. Da die transkontinentale Eisenbahnlinie kurz vor der Vollendung stand, verlor der Bozeman Trail an Bedeutung und wurde aufgegeben. Im Jahr 1868 bot die US-Regierung daher Red Cloud den zweiten Vertrag von Fort Laramie an, der den Indianern das Gebiet um den Powder River einschließlich der Black Hills zusicherte. Die Forts wurden 1868 aufgegeben, von den Ureinwohnern niedergebrannt, und der Bozeman Trail geschlossen. Red Cloud blieb der einzige indianische Führer im Westen, der einen Krieg gegen die US-Armee gewann.
Heute verläuft entlang der alten Trasse ein Interstate Highway, an dessen Straßenrand zahlreiche Schilder auf historische Stätten am ehemaligen Bozeman Trail hinweisen.